# Classe 600 serie Adua
La classe 600 serie Adua, progettata dall'ufficiale del Genio Navale Curio Bernardis, fu un tipo di sommergibili costieri della Regia Marina che operarono durante la seconda guerra mondiale, derivazione della Serie 600. La classe 600 evoluzione della Classe Squalo fu la classe più numerosa di sommergibili italiani, con ben cinquantanove unità costruite, e, probabilmente, una delle più riuscite. Le unità vennero prodotte in cinque serie che non differirono di molto tra loro e che vennero nominate Argonauta, Sirena, Perla, Adua, ed infine Acciaio.
I sommergibili della serie Adua vennero anche detti "Africani" e tre battelli vennero costruiti per conto del Brasile e battezzati con i nomi Tupy, Tamoyo, e Tymbira.

## Unità

### Adua
Impostato nei CRDA di Monfalcone il 1º febbraio 1936, fu varato il 13 novembre ed entrò in servizio il 14 novembre dello stesso anno. All'inizio del conflitto era al comando del T.V. Roselli Lorenzini. Svolse in tutto 46 missioni di addestramento e 16 missioni di guerra navigando per 9690 miglia. Nel giugno 1941 attaccò un'imbarcazione con a bordo 72 militari inglesi nei pressi di Messaria (Grecia). Il 30 settembre 1941 attaccò una formazione di undici cacciatorpediniere (parte dell'operazione britannica “Halberd”) ma i siluri non colpirono e l’Adua fu attaccato dai caccia Gurkha e Legion. Colpito dalle bombe di profondità, l’Adua s'inabissò nel punto 37°10' N e 00°56' E con tutto l'equipaggio: il comandante (t.v. Luigi Riccardi), 4 ufficiali e 42 fra sottufficiali e marinai.

### Alagi
Varato nei CRDA di Monfalcone il 15 novembre 1936, entrò in servizio il 6 marzo 1937. 
Nel giugno 1940 attaccò un mercantile senza riuscire a colpirlo, al largo di Ras Azzaz. Attaccato poi da un idrovolante Short Sunderland, l’Alagi reagì danneggiandolo. Il 22 luglio attaccò la Forza H britannica senza riuscire a poter lanciare i siluri. Fu poi sottoposto a caccia con bombe di profondità. Nel febbraio 1942, mentre si trovava in agguato al largo delle coste algerine e tunisine, ebbe una vittima fra l'equipaggio (una vedetta) a causa del mare mosso. L'8 giugno dello stesso anno si rese protagonista di un tragico incidente: al largo di Capo Bon avvistò un convoglio identificato come nemico e lo attaccò. Si trattava invece di un convoglio italiano e i tre siluri lanciati dall’Alagi centrarono il cacciatorpediniere Antoniotto Usodimare, affondandolo. Il 14 giugno partecipò alla battaglia di mezzo giugno nella quale tentò di silurare una portaerei. Il 9 luglio attaccò invece una nave cisterna al largo di Tripoli di Siria. Colpita da due siluri, la nave affondò in posizione 34°59' N,35°32' E; si trattava della petroliera turca Antares (3723 tsl), noleggiata dagli inglesi. Il 12 agosto 1942, al comando del t.v. Sergio Puccini, partecipò alla Battaglia di mezzo agosto lanciando quattro siluri che affondarono il piroscafo Clan Fergusson (7347 tsl) e danneggiarono seriamente il moderno incrociatore leggero HMS Kenya (la nave poté continuare la scorta del convoglio, ma necessitò di quattro mesi di riparazioni). Il 16 luglio 1943 lanciò tre siluri contro altrettanti cacciatorpediniere inglesi. Fu avvertito un forte scoppio, ma non si sono mai avute notizie di danneggiamenti.
Il 9 settembre 1943, in seguito all'armistizio, ricevette ordine di consegnarsi agli Alleati a Malta, cosa che fece. Fu impiegato per compiti di addestramento e trasporto sino al dicembre 1944, quando cessò l'attività. Assegnato dal trattato di pace all'Inghilterra, fu demolito in seguito alla rinuncia da parte di quest'ultima. Aveva effettuato in tutto 55 missioni di guerra ed era stato l'unico sopravvissuto della sua classe.

### Aradam
Varato nei CRDA di Monfalcone il 18 ottobre 1936, entrò in servizio il 16 gennaio 1937. Il 23 giugno 1940 attaccò con un siluro un'unità minore, senza riuscire a colpirla. È piuttosto discusso il suo ruolo nell'affondamento del cacciatorpediniere HMS Havock, avvenuto il 6 aprile 1942. Secondo alcune fonti, l’Havock fu colpito da un siluro dell’Aradam e, in fiamme, cercò di andare ad incagliarsi ma fu spezzato in due dall'esplosione dei depositi di munizioni. Altre fonti asseriscono invece che l’Havock s'incagliò (forse proprio per evitare il siluro) senza essere colpito, e fu poi distrutto dal suo equipaggio. Altre fonti sostengono infine che l’Aradam silurò l’Havock, distruggendolo, dopo che questo si era incagliato. Il 16 novembre 1942 attaccò infruttuosamente, col lancio di quattro siluri, tre piroscafi sotto scorta nella rada di Bougie; riuscì comunque a danneggiare una delle unità usando il cannone. Non poté invece entrare nella rada di Bona a causa della rigida vigilanza. Il 10 aprile 1943 si trovava a La Maddalena quando la base fu bombardata da 84 aerei statunitensi (furono affondate unità minori e l'incrociatore pesante Trieste). Non fu colpito ma ebbe due feriti. Alla proclamazione dell'armistizio si trovava a Genova sottoposto a lavori di modifica per permettere il trasporto di mezzi d'assalto, e, non potendo partire, si autoaffondò il 9 settembre 1943. Recuperato dai tedeschi, che lo assegnarono alla X Flottiglia MAS, fu nuovamente affondato il 4 aprile 1944, nel corso di un bombardamento. Aveva compiuto 50 missioni di guerra.

### Ascianghi
Varato nei cantieri Odero-Terni-Orlando di La Spezia il 5 dicembre 1937, entrò in servizio il 25 marzo 1938. Il 22 giugno 1940 lanciò quattro siluri contro un mercantile armato, mancandolo; emerse quindi per attaccarlo col cannone, ma fu costretto a ritirarsi dalla reazione delle artiglierie della nave nemica. Il 21 settembre 1941 attaccò, lanciando in tutto sei siluri, la piccola nave cisterna palestinese Antar da 389 tsl. Dopo averla colpita, lasciò all'equipaggio il tempo di abbandonarla e la affondò a cannonate. Il 15 novembre 1942 avvistò una formazione identificata come un incrociatore e due caccia. Lanciò in tutto quattro siluri: due colpirono il dragamine d'altura HMS Algerine da 1040 tonnellate, che affondò con la morte di 24 dei 56 uomini dell'equipaggio. Nel novembre 1942 fu impiegato per trasportare a Tobruk 18 tonnellate di munizioni. Il 23 luglio 1943 attaccò una formazione britannica fra Augusta e Catania con il lancio di due siluri che colpirono l'incrociatore leggero HMS Newfoundland (8712 tonnellate di dislocamento), provocandogli seri danni che richiesero alcuni mesi di riparazioni. L’Ascianghi fu però individuato dalla scorta e attaccato da due caccia, il Laforey e l’Eclipse. Danneggiato dalle bombe di profondità, dovette emergere e fu cannoneggiato dalle due unità britanniche, affondando di poppa. 23 uomini (un ufficiale e 22 fra sottufficiali e marinai) dell'equipaggio dell’Ascianghi rimasero uccisi, gli altri 27 furono tratti in salvo (e catturati) dalle navi inglesi.

### Axum
Varato nei CRDA di Monfalcone il 27 settembre 1936, entrò in servizio il 2 dicembre dello stesso anno. Il 12 agosto 1942, nel corso della battaglia di Mezzo Agosto, al comando del t.v. Renato Ferrini, si rese protagonista di uno dei migliori successi dei sommergibili italiani in Mediterraneo: con il lancio di quattro siluri centrò infatti il moderno incrociatore leggero HMS Nigeria (8530 t), il vecchio incrociatore antiaereo HMS Cairo (4190 t) e la grossa nave cisterna statunitense Ohio (9263 t). Il Nigeria ebbe 52 morti, danni gravissimi e, in fiamme e sbandato, dovette rientrare a Gibilterra con la scorta di tre caccia, restando poi in riparazione per nove mesi. Il Cairo ebbe 24 vittime e violenti incendi a bordo e perse la poppa, dovendo essere infine finito dagli stessi inglesi per l'impossibilità di salvarlo. L’Ohio, per quanto danneggiata (fu colpita anche da aerei e motosiluranti) raggiunse Malta e consegnò il carico di carburante prima di affondare spezzandosi in due. Con l'armistizio, l’Axum si consegnò agli Alleati e fu impiegato per il trasporto di spie e sabotatori. Il 27 dicembre 1943, alla sua terza missione (consistente nel recupero di alcune spie dalla Grecia), s'incagliò e dovette essere abbandonato e autodistrutto. L'equipaggio fu recuperato dalla torpediniera Animoso il 29 gennaio 1944.

### Beilul
Varato nei cantieri Odero-Terni-Orlando di La Spezia il 22 maggio 1938, entrò in servizio il 14 settembre del medesimo anno. Il 7 luglio 1940 lanciò dei siluri contro un cacciatorpediniere credendo di averlo danneggiato, ma non esistono conferme. Fra l'8 ed il 9 gennaio 1941 lanciò quattro siluri contro un convoglio di cinque trasporti al largo di Creta. Furono avvertiti due scoppi, tuttavia anche in questo caso non si hanno notizie di danneggiamenti. Nel novembre-dicembre 1941 fu attaccato da un aereo nei pressi di Derna, che respinse. Il 4 giugno 1942 attaccò, col lancio di tre siluri, due convogli al largo della Cirenaica. Scoperto, subì una dura caccia antisommergibile riportando vari danni. Il 12 giugno 1943, attaccò, ancora con tre siluri, altrettante unità identificate come caccia classe Jervis. L'attacco fu infruttuoso. Catturato dai tedeschi a Monfalcone – dove si trovava per lavori – all'armistizio, fu da questi impiegato come bettolina per il trasporto di carburanti. Affondò nel maggio 1944, colpito da aerei.

### Dagabur
Varato nel cantiere Franco Tosi di Taranto il 22 settembre 1936, entrò in servizio il 9 aprile 1937. Il 30 marzo 1941 lanciò due siluri contro il moderno incrociatore leggero HMS Bonaventure. Furono sentite due esplosioni e probabilmente il Bonaventure fu danneggiato. L'incrociatore britannico fu comunque affondato qualche ora dopo da un altro sommergibile italiano, l’Ambra. Il 14 dicembre dello stesso anno si scontrò con il sommergibile HMS Talisman: le due unità si cannoneggiarono e cercarono di silurarsi, ma alla fine ne uscirono entrambe indenni. Partecipò poi alla battaglia di mezzo agosto durante la quale, il 12 agosto 1942, fu speronato dal cacciatorpediniere HMS Wolverine (che ebbe a sua volta gravi danni, dovendo rientrare in porto sotto scorta) mentre si avvicinava al convoglio inglese e affondò con l'intero equipaggio nel punto 37°18' N e 01°58' E.

### Dessiè
Varato nei cantieri Franco Tosi di Taranto il 22 novembre 1936, entrò in servizio il 14 aprile 1937. Nella notte fra il 27 ed il 28 novembre 1940 lanciò due siluri contro gli incrociatori britannici York, Glasgow e Gloucester sentendo tre esplosioni di cui la terza più forte. Da fonte inglese non risultano comunque né danni, né attacchi a tale formazione. Partecipò alla battaglia di mezzo agosto nel corso della quale, il 12 agosto 1942, lanciò quattro siluri contro le navi inglesi. Fu colpita la grossa motonave frigorifera Brisbane Star da 12.791 tsl, che tuttavia, sebbene immobilizzata, riuscì a ripartire e a raggiungere Malta nonostante gli attacchi aerei che procurarono ulteriori danni. Alcune fonti attribuiscono all'attacco del Dessié anche l'affondamento della motonave Deucalion da 7516 tsl, che tuttavia risulta affondata da aerosiluranti tedeschi Heinkel He 111. Il sommergibile subì una caccia con il lancio stimato di circa 120 bombe di profondità, che tuttavia non procurò danni; fu costretto al rientro la sera seguente, dopo essere stato danneggiato da un bombardamento. Il 28 novembre 1942 fu avvistato da aerei che trasmisero l'avvistamento ad alcune unità leggere inglesi, che lo attaccarono. Colpito dalle bombe di profondità, il Dessiè venne in superficie fortemente inclinato e affondò di poppa senza lasciare il tempo a nessuno di abbandonarlo. Non vi furono sopravvissuti.

### Durbo
Varato nei cantieri Odero-Terni-Orlando il 6 marzo 1938, entrò in servizio il 1º luglio dello stesso anno. Il 16 giugno 1940 lanciò due siluri contro un'unità minore nemica, sentendo un'esplosione. Non ci sono comunque conferme di danni o perdite. Nel mattino del 18 ottobre 1940 fu avvistato da un aereo che segnalò la sua presenza a due cacciatorpediniere, il Firedrake ed il Wrestler, che accorsero sul posto. La caccia con bombe di profondità durò parecchie ore e il sommergibile riportò vari danni; finita l'aria, dovette venire in superficie e autoaffondarsi. Tutto l'equipaggio – 46 uomini – fu recuperato dagli inglesi, che tuttavia, mentre il Durbo affondava, riuscirono a salire a bordo e a impossessarsi di documenti segreti con i quali poterono poi affondare, due giorni più tardi, un altro sommergibile italiano, il Lafolé.

### Gondar
Varato nei cantieri Odero-Terni-Orlando il 13 settembre 1936, entrò in servizio il 14 novembre dello stesso anno. Fu scelto per essere impiegato come mezzo avvicinatore di SLC e nell'agosto-settembre 1940 modificato di conseguenza: fu eliminato il cannone da 100/47 mm e sul ponte di coperta del sommergibile furono installati tre cilindri a tenuta stagna, nei quali potevano essere alloggiati altrettanti SLC. Questi cilindri, del peso di 2,8 tonnellate, potevano resistere fino a 90 metri di profondità. Dopo il fallimento del primo tentativo di attacco contro il porto di Alessandria d’Egitto – conclusosi con l'affondamento del sommergibile avvicinatore Iride e della nave appoggio Monte Gargano ad opera di aerosiluranti – fu scelto per il secondo tentativo (operazione “G. A. 2”). Il 21 settembre 1940 lasciò La Spezia con tre SLC negli appositi alloggiamenti e, dopo una tappa a Messina per imbarcare gli uomini della X Flottiglia MAS – il c.f. Mario Giorgini, comandante della flottiglia, e nove fra operatori e riserve degli SLC fra cui uno dei loro inventori, Elios Toschi – ripartì il 24 settembre. L'unità giunse al largo di Alessandria fra il 28 ed il 29, ma ricevette ordine di dirigere per Tobruk: la Mediterranean Fleet era infatti uscita in mare ed il porto di Alessandria era quindi vuoto. Nel frattempo il Gondar era però stato individuato: sottoposto a caccia antisommergibile da parte dei cacciatorpediniere Stuart e Diamond e di vari aerei, il sommergibile ebbe danni tali da dover emergere e autoaffondarsi. L'intero equipaggio (tranne il marinaio Luigi Longobardi, deceduto) e gli operatori della X Flottiglia MAS furono recuperati e catturati dagli inglesi.

### Lafolè
Varato nei cantieri Odero-Terni-Orlando il 10 aprile 1938, entrò in servizio il 31 agosto dello stesso anno. La sua perdita fu causata dalla cattura di documenti segreti a bordo del gemello Durbo. Il 20 ottobre 1940, infatti, il Lafolé avvistò due caccia britannici, il Gallant ed il Griffin, e si avvicinò per attaccarli, apparentemente non visto. In realtà i caccia inglesi lo avevano rilevato e lo stavano attirando in una trappola: dalla parte opposta del Gallant e del Griffin c'era infatti un altro cacciatorpediniere, l’Hotspur. Non appena il Lafolé ebbe lanciato un siluro, i tre caccia attaccarono. Dopo sette ore di continuo bombardamento con bombe di profondità il sommergibile venne incidentalmente ad affiorare e fu a quel punto speronato da una delle navi nemiche: squarciato nella torretta, affondò portando con sé il comandante t.v. Piero Riccomini e quasi tutto l'equipaggio. Solo nove uomini – il comandante in seconda s.t.v. Giuseppe Accardi e otto marinai – si salvarono miracolosamente, lanciati in mare attraverso lo squarcio nella torretta dalla pressione interna del sommergibile. Furono recuperati dagli inglesi e fatti prigionieri.

### Macallé
Varato nei cantieri Odero-Terni-Orlando di La Spezia il 29 ottobre 1936, entrò in servizio il 1º marzo 1937. Allo scoppio della seconda guerra mondiale era in Mar Rosso, a Massaua. La sua perdita fu in gran parte dovuta alle fughe di cloruro di metile, un gas tossico impiegato per gli impianti di condizionamento: l'effetto del gas fu di intontire tutti gli ufficiali e gran parte dell'equipaggio. Questo, unitamente al fatto che il Macallé si trovava a navigare in una zona disseminata di isolotti, secche e rocce affioranti, e che il cielo coperto impediva di determinare la posizione, portò il sommergibile, il 15 giugno 1940, ad incagliarsi nei pressi dell'isola di Bar Mousa Kebir. Dopo aver fatto sbarcare gli intossicati e l'equipaggio non indispensabile, il comandante (t.v. Morone) cercò, con gli uomini più sani, di salvare l'unità; essendo impossibile, furono distrutti i documenti segreti e il sommergibile autoaffondato su fondali di 400 metri. A causa dell'intontimento, Morone si dimenticò di comunicare l'accaduto alla base prima di distruggere il sommergibile: i naufraghi si vennero dunque a trovare bloccati su un'isola semideserta. Per raggiungere le linee italiane si offrirono il guardiamarina Elio Sandroni, un sottufficiale ed un marinaio, che partirono su una piccola imbarcazione con tre bottiglie d'acqua e scarse provviste di gallette e pancetta. Dopo cinque giorni di navigazione – con una tappa sulle coste sudanesi – i tre raggiunsero una posizione italiana in Eritrea. Il resto dell'equipaggio (meno il sottocapo Carlo Acefalo, frattanto deceduto) poté essere recuperato dal sommergibile Guglielmotti il 22 giugno. Il guardiamarina Sandroni fu decorato con Medaglia d’argento al valor militare.

### Neghelli
Varato nei cantieri Odero-Terni-Orlando il 27 novembre 1937, entrò in servizio il 22 febbraio 1938. Il 5 giugno 1940 fu oggetto del lancio di due siluri, che riuscì però ad evitare. Il 13 dicembre 1940 lanciò quattro siluri contro l'incrociatore leggero HMS Coventry (4290 t): uno colpì la nave inglese, che ebbe gravi danni e dovette passare oltre un mese in riparazione. Il 19 gennaio 1941 il Neghelli attaccò, nel corso dell'operazione “Excess”, un convoglio inglese diretto in Grecia: silurò, danneggiandolo, il piroscafo Clan Cumming (7264 tsl), ma la reazione con bombe di profondità di uno dei caccia della scorta, il Greyhound, lo affondò con tutto l'equipaggio.

### Scirè
Varato nei cantieri Odero-Terni-Orlando di La Spezia il 6 gennaio 1938, entrò in servizio il 25 aprile dell'anno. Il 7 o il 10 luglio 1940 silurò e affondò il piroscafo francese Cheik (1058 tsl), soccorrendone poi l'equipaggio. Si decise poi di usarlo come mezzo avvicinatore di SLC e nell'agosto-settembre 1940 modificato di conseguenza: fu rimosso il cannone da 100/47 mm e sul ponte di coperta del sommergibile furono collocati tre cilindri a tenuta stagna, nei quali potevano essere contenuti altrettanti SLC. Questi cilindri, di 2,8 tonnellate di peso, potevano reggere fino a 90 metri di profondità. Durante queste missioni fu comandato dal tenente di vascello (poi capitano di corvetta) Junio Valerio Borghese, che sarebbe poi divenuto il comandante della X Flottiglia MAS. Il 24 settembre 1940 fu inviato una prima volta ad attaccare Gibilterra con tre SLC (operazione “B.G. 1”), ma dopo cinque giorni di navigazione, essendo la Forza H – la formazione inglese con base a Gibilterra – uscita in mare, fu fatto rientrare. Il 21 ottobre si diede il via all'operazione “B.G.2”: lo Sciré trasportò tre SLC fino a Gibilterra e questi riuscirono, otto giorni dopo, a penetrare nel porto britannico. I mezzi andarono purtroppo in avaria e dei sei operatori due furono catturati, mentre gli altri quattro ripararono in territorio spagnolo. 
Il 26 maggio 1941 lo Scirè ripeté l'operazione (“B.G.3”): i due SLC andarono però in avaria, due operatori si sentirono male e l'operazione fallì con la perdita dei mezzi, mentre gli equipaggi dovettero raggiungere il territorio spagnolo. Il 10 settembre, per la quarta volta (“B.G.4”), lo Sciré lasciò La Spezia con tre SLC a bordo e dieci giorni più tardi, nella notte, i mezzi entrarono a Gibilterra. L'operazione ebbe successo: fu affondata la nave cisterna Fiona Shell (2444 tsl) mentre la motonave Durham (10.893 tsl) dovette essere portata all'incaglio e la cisterna militare Denbydale (8145 tsl) ebbe gravi danni e, spezzata in chiglia, rimase bloccata nel porto come nave caserma e deposito carburanti sino alla demolizione. Tuttavia l'impresa più famosa dello Sciré fu quella di Alessandria d'Egitto: il 14 dicembre 1941 partì da Lero e nella notte fra il 18 ed il 19 rilasciò tre SLC che entrarono nella base inglese. Le corazzate Queen Elizabeth e Valiant, la nave cisterna Sagona ed il cacciatorpediniere Jervis riportarono danni gravissimi (il Jervis necessitò di un mese di lavori, la Valiant di quattro, la Queen Elizabeth di un anno e mezzo). L'8 marzo 1942 Borghese fu sostituito dal t.v. Bruno Zelik. Il 27 luglio 1942 lo Sciré partì da La Spezia giungendo a Lero il 2 agosto per l'operazione “S.L.1”: l'attacco ad Haifa. Il sommergibile in questa occasione non avrebbe trasportato SLC, bensì dieci «uomini Gamma» (subacquei incursori). Purtroppo l'ultima missione ebbe un finale tragico: il 10 agosto lo Sciré fu individuato dalla corvetta HMS Islay e colpito dalle bombe di profondità. Venuto in superficie per i danni, il sommergibile fu subito centrato dal tiro delle batterie costiere, che distrussero la torretta, e affondò con tutti gli uomini a bordo (50 membri dell'equipaggio fra cui 7 ufficiali e 10 “Gamma” fra cui 2 ufficiali).

### Tembien
Varato nei cantieri Odero-Terni-Orlando di La Spezia il 6 febbraio 1938, entrò in servizio il 1º luglio del medesimo anno. Il 27 novembre 1940 avvistò la 3ª Divisione incrociatori britannica (York, Glasgow, Gloucester) e la attaccò con il lancio di quattro siluri. Fu udita una forte detonazione, ma alla Royal Navy non risultano attacchi, né tanto meno danneggiamenti, alla 3ª Divisione in quel momento. Nella notte fra il 7 e l'8 febbraio 1941 condusse un fallimentare attacco contro un piroscafo nei pressi di Bardia: i siluri deviarono dalla loro rotta e non colpirono la nave. Il 29 giugno lanciò due siluri contro un cacciatorpediniere (l'australiano HMAS Waterhen) ma fu costretto ad allontanarsi dalla caccia antisommergibile di un secondo caccia. Non risulta che il Waterhen sia stato colpito (affondò lo stesso giorno per opera di bombardieri italo-tedeschi). Il 2 agosto 1941, durante l'operazione britannica «Substance» il Tembien attaccò l'incrociatore leggero HMS Hermione. La pronta contromanovra dell’Hermione portò però allo speronamento del sommergibile, che affondò con l'intero equipaggio (il comandante c.c. Guido Gozzi, 4 altri ufficiali e 37 fra sottufficiali e marinai) nel punto 36° 31' N e 12°40' E. Aveva svolto in totale 16 missioni percorrendo 11.687 miglia.

### Uarsciek
Varato nel cantiere Franco Tosi di Taranto il 19 settembre 1937, entrò in servizio il 4 dicembre del medesimo anno. Nel settembre 1940 gran parte dell'equipaggio fu colpito da intossicazione da vapori di mercurio, costringendo il sommergibile a ripiegare su Bengasi (la base ove era diretto era Taranto) per permettere il ricovero degli intossicati. Il 14 giugno 1942, durante la battaglia di mezzo giugno, lanciò tre siluri contro due cacciatorpediniere al largo di Philippeville, senza poter constatare il risultato (furono avvertiti due scoppi, ma non sono mai stati confermati danneggiamenti). Prese parte alla battaglia di mezzo agosto, durante la quale fu il primo sommergibile italiano ad attaccare: nelle prime ore dell'11 agosto 1942 lanciò tre siluri contro una portaerei, senza colpirla. Il 15 dicembre 1942 avvistò un gruppo di tre incrociatori e due caccia nemici e attaccò lanciando due siluri contro i cacciatorpediniere Petard (inglese) e Vasilissa Olga (greco). Furono avvertite due forti detonazioni, tuttavia non si sono mai avute notizie di centri. Fu quindi sottoposto a violenta caccia con bombe di profondità che causò gravi danni; il comandante (t.v. Gaetano Arezzo della Targia) diede ordine di emergere per tentare il combattimento in superficie e l'autoaffondamento, ma appena emerso l’Uarsciek fu investito dal fuoco di cannone e mitragliera che uccise il comandante, il comandante in seconda e altri 16 uomini. Il sistema di autoaffondamento non funzionò e gli inglesi catturarono il sommergibile e lo presero a rimorchio. Poco dopo, tuttavia, l’Uarsciek affondò per i danni subiti.

### Uebi Scebeli
Varato nei cantieri Franco Tosi di Taranto il 3 ottobre 1937, entrò in servizio il 21 dicembre dell'anno. Il 29 giugno 1940, durante l'operazione britannica “MA. 3” (consistente nella difesa di diversi convogli in navigazione fra l'Egitto, la Grecia e Malta) cercò di attaccare i cacciatorpediniere Dainty, Defender e Ilex, ma fu subito scoperto e bombardato con bombe di profondità. Costretto ad emergere, il sommergibile si autoaffondò, costringendo gli inglesi – che intanto erano saliti a bordo per catturarlo – ad andarsene. L'intero equipaggio fu recuperato e fatto prigioniero dalle unità britanniche. I cifrari ed i documenti segreti del sommergibile furono gettati in mare, ma nonostante fossero equipaggiati con pesi per affondare, rimasero a galla e furono recuperati dagli inglesi.